# Автошлях Т 2532
Автошля́х Т 2532 — автомобільний шлях територіального значення у Чернігівській області. Пролягає територією Корюківського та Сосницького районів через Корюківку — Матвіївку — Сосницю. Загальна довжина — 35,7 км.

## Маршрут
Автошлях проходить через такі населені пункти:
| Автошлях Т 2532      |                    |
| Чернігівська область |                    |
| Корюківський район   |                    |
| Корюківка            | Т 2512Т 2534Т 2536 |
| Озереди              |                    |
| Савинки              |                    |
| Хотіївка             |                    |
| Сосницький район     |                    |
| Матвіївка            |                    |
| Полісся              |                    |
| Волинка              |                    |
| Лави                 |                    |
|                      | Н27                |
| Сосниця              | Т 2516Т 2517Т 2521 |